# IC 1436
IC 1436 ist eine elliptische Galaxie vom Hubble-Typ E-S0 im Sternbild Aquarius auf der Ekliptik. Sie ist schätzungsweise 390 Millionen Lichtjahre von der Milchstraße entfernt.
Das Objekt wurde am 18. August 1892 von Stéphane Javelle entdeckt.